# Нуклеарна несрећа
Нуклеарна или радијациона несрећа је од стране Међународне агенције за атомску енергију дефинисана као догађај који је довео до значајних последица по људе, животну средину или објекте. Најчешће су то фаталне последице по људе, високо испуштање радиоактивности у животну средину или топљење језгра реактора. Најпознатији пример велике за нуклеарну несрећу Чернобиљска катастрова из 1986. године када је ослобођена велика количина радијације.
Последице нуклеарних несрећа су главна тема дискусија, још од дана када је изграђен први нуклеарни реактор. То је, такође, кључни фактор у забринутости у јавности поводом најава изградње нових нуклеарна постројења. Усвојене су многе техничке мере како би се смањио ризик од несрећа и смањила количина радиоактивног испуштања у животну средину. Упркос коришћењу ових мера, било је много незгода са различитим последицама, као и неколико избегнутих незгода и инцидената.
Након трагедије у Чернобиљу догодило се 57 несрећа, а 57% свих се догодило у САД. Озбиљне нуклеарне несреће укључују нуклеарну катастрофу у Фукушима Даичи (2011), катастрофу у Чернобилу (1986), несрећу на острву Три миље (1979) и несрећу СЛ-1 (1961). 
Несреће на нуклеарним подморницама укључују нуклеарну несрећу на подморницама К-19 (1961), К-27 (1968) и К-431 (1985). Озбиљне радијацијске незгоде укључују катастрофу у Киштиму, пожар у електрани Виндскал, несрећу на радиотерапији у Костарики, несрећа са радиотерапијом у Сарагоси, радијациона несрећа у Мароку, несрећа у Гојанији, несрећа радијације у Мексико Ситију, несрећа на јединици за радиотерапију на Тајланду и радиолошка несрећа у Мајапури, Индија.
Међународна агенција за атомску енергију одржава веб страницу која извештава о недавним несрећама.

## Несреће у нуклеарним електранама
Једна од најгорих нуклеарних несрећа до сада је катастрофа у Чернобиљу 1986. године у Украјини. У несрећи је одмах погинуло 30 људи и проузроковала имовинску штету од око 7 милијарди долара. Студија објављена 2005. године тврди да ће бити до 4.000 додатних смртних случајева од рака међу онима који су изложени значајном нивоу зрачења. Радиоактивне падавине из удеса концентрисане су на територији Белорусије, Украјине и Русије. Око 350.000 људи присилно је евакуисано убрзо након несреће.
Бањамин К. Совакол је известио да се од 1952. године догодило 99 удеса у нуклеарним електранама широм света до 2009. године. са 20,5 милијарди долара имовинске штете. Након катастрофе у Чернобиљу догодило се 57 несрећа, а скоро две трећине (56 од 99) свих нуклеарних несрећа догодило се у САД.

##### Несреће у нуклеарним електранама са више смртних случајева или материјалном штетом од преко 100 милиона долара, 1995-2011.
| Датум                      | Локација                                  | Опис | Број смртних случајева  | Штета у милонима долара | Ниво несреће |
| -------------------------- | ----------------------------------------- | --- | ----------------------- | ----------------------- | ------------ |
| 10. новембра 1957. године. | Селафилд, Камберленд, Велика Британија    | Пожар на пројекту британске атомске бомбе уништио је језгро и пустио око 750 терабекерела (20.000 криа) радиоактивног материјала у околину.                                                                     | 0                       |                         | 5            |
| 3. јануара 1961. године    | Ајдахо Фолс, Ајдахо, САД                  | Експлозија на прототипу СЛ-1 у Националној станици за испитивање реактора. Сва три оператера су погинула када је контролна палица померена превише                                                              | 3                       | 22                      | 4            |
| 5. новембра 1966. године   | Френчтаун Чартер Тауншип, Мичиген, САД    | Делимично топљење језгра реактора Ферми 1 у нуклеарној станици Енрико Ферми. Није било цурења радијације у животну средину.                                                                                     | 0                       |                         | 4            |
| 21. јануара 1969. године   | Ужарени реактор, Вауд, Швајцарска         | Несрећа због губитка хлађења која је довела до делимичног топљења језгра и масовне радиоактивне контаминације пећине, која је накнадно запечаћена.                                                              | 0                       |                         | 4            |
| 1975.г.                    | Сосновиј Бор, Лењинградска област, Русија | Према извештајима, дошло је до делимичног топљења реактора 1 |                         |                         |              |
| 7. децембра 1975. године   | Грајфсвалд, Источна Немачка               | Електрични квар је изазвао пожар у главном резервоару који је уништио контролне водове и пет главних расхладних пумпи                                                                                           | 0                       | 443                     | 3            |
| 5. јануара 1976. године    | Јасловске Бохунице, Чехословачка          | Неисправност током промене горива. | 2                       |                         | 4            |
| 22. фебруара 1977. године  | Јасловске, Бохунице, Чехословачка         | Јака корозија на реактору и ослобађање радиоактивности у зони електране што је захтевало потпуну декомисијацију                                                                                                 | 0                       | 1,700                   | 4            |
| 28. марта 1979. године     | Острво Три миље, Пенсилванија, САД        | Губитак расхладне течности и делимично топљење језгра услед грешке руковаоца. Дошло је до малог ослобађања радиоактивних гасова.                                                                                | 0                       | 2,400                   | 5            |
| 15. септембра 1984. године | Атина, Алабама, САД                       | Кршење безбедности, грешка оператера и структурни проблеми довели су до шестогодишњег затварања у Браунс Ферри Унит 2                                                                                           | 0                       | 110                     |              |
| 9. марта 1985. године      | Атина, Алабама, САД                       | Квар система инструмената током покретања, што је довело до гашења. | 0                       | 1,830                   |              |
| 11. априла 1986.           | Плимут, Масачусетс, САД                   | Понављајући проблеми са опремом довели су до хитног затварања нуклеарне електране Пилгрим у Бостону Едисон | 0                       | 1,001                   |              |
| 26. априла 1986. године    | Чернобил, Украјина, СССР                  | Прегријавање, експлозија паре, пожар и топљење довели су до неопходне евакуације 300.000 људи из Чернобила и распршивања радиоактивног материјала широм Европе.                                                 | 56 одмах, 4.000 касније | 6,700                   | 7            |
| 4. маја 1986. године       | Хам-Уентроп, Немачка                      | Експериментални реактор ТХТР-300 испустио је малу количину физичких производа (0,1 ГБк Цо-60, Цс-137, Па-233) у околину                                                                                         | 0                       | 267                     |              |
| 31. марта 1987.            | Делта, Пенсилванија, САД                  | Искључивање јединица 2 и 3 Пеацх Боттом због квара на хлађењу и необјашњивих проблема са опремом | 0                       | 400                     |              |
| 19. децембра 1987. године  | Lycoming, New York, SAD                   | Kvar je prisilio korporaciju Niagara Mohawk Power da zatvori Nine Mile jedinicu 1 | 0                       | 150                     |              |
| 17. марта 1989.            | Лусби, Мериленд, САД                      | Инспекција у Калверт Клиф јединицама 1 и 2 открила је пукотине у цевима за грејање под притиском које су изазвале даље гашење                                                                                   | 0                       | 120                     |              |
| марта 1992. године         | Сосновиј Бор, Лењинградска област, Русија | Несрећа у нуклеарној електрани Соснови Бор избацила је радиоактивне гасове и јод у ваздух кроз пробијени канал за гориво                                                                                        |                         |                         |              |
| 20. фебруара 1996. године  | Вотерфорд, Конектикат, САД                | Вентил који цури искључује блокове 1 и 2 нуклеарне електране Милстоне, пронађени су вишеструки кварови на опреми                                                                                                | 0                       | 254                     |              |
| 2. септембра 1996. године  | Кристал Ривер, Флорида САД                | Квар у билансу опреме постројења довео је до гашења и продужене поправке блока 3 | 0                       | 384                     |              |
| 30. септембра 1999. године | Ибараки, Јапан                            | У нуклеарној несрећи у Токаимури погинула су два радника, а други је изложен нивоима радијације изнад законских граница.                                                                                        | 54                      | 4                       | 4            |
| 16. фебруара 2002. године  | Оак Харбор, Охајо, САД                    | Тешка корозија на контролној шипки изазвала је 24-месечно гашење Дејвис-Бесе реактора | 0                       | 143                     | 3            |
| 9. августа 2004. године    | Фукуи, Јапан                              | У експлозији паре у нуклеарној електрани Михама погинуло је 5 радника, а 6 повређено | 9                       | 1                       | 1            |
| 25. јул 2006               | Форсмарк, Шведска                         | Електрични квар у нуклеарној електрани Форсмарк изазвао је гашење једног реактора | 0                       | 100                     | 2            |
| 11. март 2011. године      | Фукушима, Јапан                           | Цунами је поплавио и оштетио 5 активних реактора електране. Два радника су се удавила. Губитак струје довео је до прегревања, топљења и евакуације. Један мушкарац је изненада преминуо док је превозио опрему. | 1                       |                         | 7            |

## Напади на нуклеарне реакторе
Нуклеарни реактори су постали омиљена мета током војних сукоба и током протекле три деценије више пута су били нападани током војних ваздушних напада, окупација, инвазија и подухвата:
Између 18. децембра 1977. и 13. јуна 1979. ЕТА је извршила неколико напада на нуклеарну електрану Лемониз у Шпанији док је још била у изградњи.
У септембру 1980. Иран је бомбардовао нуклеарни комплекс Ал Туваитха у Ираку, у операцији Пламени мач.
У јуну 1981. г. Израелски ваздушни напад потпуно је уништио ирачка нуклеарна истраживачка постројења у Осираку.
8. јануара 1982. године. Умкхонто ве Сизве напао је нуклеарну електрану Коеберг у изградњи у Јужној Африци.
Између 1984. и 1987. године Ирак је шест пута бомбардовао иранску нуклеарну електрану Бушер.
У Ираку 1991. САД су бомбардовале три нуклеарна реактора и једно обогаћено пилот постројење.
Године 1991 Ирак је лансирао ракете Скад на израелску нуклеарну електрану Димона.
У септембру 2003. г. Израел је бомбардовао сиријски реактор у изградњи.

## Радијација и друге незгоде

### 1950-е
13. фебруара 1950. године. Конваир Б-36Б се срушио у северној Британској Колумбији након што је бацио атомску бомбу Марк 4. Ово је био први такав губитак нуклеарног оружја у историји.
12. децембра 1952. г. Лабораторија АЕЦЛ Чалк Ривер, Чалк Ривер, Онтарио, Канада. Делимично топљење језгра, ослобођено је око 10.000 кирија.
Септембар 1957: У нуклеарној електрани Роки Флатс догодио се пожар на плутонијуму, који је резултирао контаминацијом зграде 71 и испуштањем плутонијума у атмосферу, узрокујући штету од 818.600 долара.
Септембар 1957: експлозија резервоара за нуклеарни отпад Мајак у Чељабинску. Бројка од више од 200 смртних случајева сматра се конзервативном проценом. 270.000 људи било је изложено опасним нивоима радијације. Преко тридесет малих заједница је избрисано са совјетских мапа између 1958. и 1991. године. (ИНЕС ниво 6)
Октобра 1957. године : Пожар у нуклеарној електрани Виндскејл, Велика Британија. Ватра је запалила гомиле плутонијума и контаминирала околне фарме млека. Процењује се да су 33 смртна случаја од рака.
Марта 1959. године Фиелд Лаборатори Санта Сусана, Лос Анђелес, Калифорнија. Пожар у погону за прераду горива.
Јула 1959. године Фиелд Лаборатори Санта Сусана, Лос Анђелес, Калифорнија. Делимично топљење језгра.

### 1960-их
24. јануара 1961. године. Несрећа Голдсборо Б-52 догодила се у близини Голдсбороа у Северној Каролини. Б-52 Стратофортресс експлодирао је у ваздуху носећи две нуклеарне бомбе Марк 39 истовремено ослобађајући свој нуклеарни терет.
Јул 1961: несрећа совјетске подморнице К-19. Осам смртних случајева и прекомерно излагање зрачењу више од 30 људи.
Март, 21. август 1962: несрећа због радијације у Мексико Ситију, четири смртна случаја
1964, 1969 Фиелд Лаборатори Санта Сусана, Лос Анђелес, Калифорнија. Делимично топљење језгра.
1965. године Несрећа А-4 Филипинског мора, Скихавк је напао авион нуклеарним оружјем и он је пао у море. Пилот, авион и нуклеарне бомбе Б-43 никада нису пронађене. Пентагон је тек 1980-их открио да је изгубио бомбу од једне мегатона.
17. јануар 1966: Паломарес Б-52 се догодио када се бомбардер Б-52Г америчког ваздухопловства сударио са танкером КЦ-135 током допуњавања горива у ваздуху код обале Шпаније. КЦ-135 је потпуно уништен када се његово гориво запалило, при чему су погинула сва четири члана посаде. Б-52Г се распао убивши три од седам чланова посаде. Од четири хидрогенске бомбе Мк28 које је носио бомбардер Б-52Г, три су пронађене на земљи у близини Алмерије у Шпанији. Ненуклеарни експлозиви у два оружја детонирани су у контакту са земљом, узрокујући радиоактивну контаминацију плутонијумом на површини од 2 квадратна километра (490 хектара) (0,78 квадратних миља). Четврта бомба, која је пала у Средоземно море, пронађена је неоштећена после два и по месеца потраге.
21. јануар 1968: У паду ваздушне базе Б-52 Туле 1968. учествовао је бомбардер америчког ваздухопловства Б-52. Авион је носио четири хидрогенске бомбе. Због пожара у пилотској кабини, посада је морала да напусти летелицу. Шест чланова посаде безбедно се катапултирало, али је један који није имао катапултирање погинуо покушавајући да се спасе. Бомбаш се срушио на залеђено море на Гренланду, а нуклеарни терет је пукнуо и експлодирао, узрокујући широко распрострањену радиоактивну контаминацију.
Маја 1968. године Реактор совјетске подморнице К-27 био је близу топљења језгра. Девет људи је погинуло, а 83 су рањене.
Јануара 1969. године у реактору у Луценсу, у Швајцарској, дошло је до делимичног топљења језгра, што је довело до велике радиоактивне контаминације пећине.

### 1970-их
Јула 1978. године Анатолиј Бугорски је радио на У-70, највећем совјетском акцелератору честица. Случајно је изложио своју главу директно протонском снопу. Преживео је, иако је претрпео извесну дуготрајну штету.
Јула 1979. године Чурч Рок Ураниум Мил Изливање у Новом Мексику, САД. Језеро за отпад од јаловине млевеног уранијума Уједињене нуклеарне корпорације пробило је брану. Преко 1.000 тона радиоактивног земног отпада и милиони галона рударских отпадних вода ушли су у реку Пуерко и контаминирали доњи ток.

### 1980-их
Марта 1984. године Радијациона несрећа у Мароку. Осам смрти од прекомерног излагања зрачењу изгубљеног изотопа иридијум-192.
Августа 1985. године несрећа совјетске подморнице К-431. Десет мртвих и 49 особа је задобило повреде радијацијом.
Октобра 1986. године реактор совјетске подморнице К-219 умало је доживео топљење језгра. Сергеј Преминин је преминуо након што је ручно спустио контролну палицу и зауставио експлозију. Подморница је потонула три дана касније.
Септембар 1987: Несрећа у Гојани. Четири смрти и радијационим прегледом више од 100.000 људи, утврђено је да је 249 особа добило озбиљну количину радијационе контаминације од излагања цезијуму-137. У акцији чишћења, горњи слој земље је морао да се скине са неколико страна и неколико кућа је срушено. Сви предмети унутар ових кућа су уклоњени и прегледани. Часопис Тајм дефинисао је ову несрећу као једну од најгорих нуклеарних катастрофа на свету, а Међународна агенција за атомску енергију назвала ју је „једном од најгорих радијационих несрећа на свету“.
1989 Сан Салвадор, Ел Салвадор; један смртни случај узрокован кршењем безбедности на опреми за зрачење кобалт-60.

### 1990-их
1990. г. Сорек, Израел, један смртни случај узрокован кршењем безбедности на опреми за зрачење кобалт-60.
16. децембра 1990. године. несрећа на радиотерапији у Сарагоси. Једанаест мртвих и 27 повређених пацијената.
1991 Несвизх, Белорусија; један смртни случај узрокован кршењем безбедности на опреми за зрачење кобалт-60.
1992. Мр. Јилиј, Кина; три смрти од зрачења опреме Цобалт-60.
1992 г. САД; један смртни случај ј.
Април 1993: несрећа у прерађивачком комплексу Томска-7 када је експлодирао резервоар током чишћења азотном киселином. Експлозија је ослободила облак радиоактивног гаса. (ИНЕС ниво 4).
1994 г. Таммику, Естонија; једна смрт због одбаченог извора цезијума-137.
Август-децембар 1996: несрећа на радиотерапији у Костарики. Тринаест смртних случајева и 114 других пацијената добили су прекомерне нивое зрачења.
```
јун 1997: 
Саров
, 
Русија
; једна смрт узрокована кршењем сигурносних правила.
```

Септембар 1999: две смрти у критичној несрећи у нуклеарној електрани Токаи (Јапан).

### 2000-их
Јануар-фебруар 2000: Несрећа са зрачењем Самут Пракана: три смртна случаја и десет повређених догодили су се у Самут Пракану када је демонтирана јединица за радиотерапију Цобалт-60.
Маја 2000 Халфа, Египат; две смрти узроковане радиографским удесом.
Април 2010: Радиолошка несрећа у Мајапури, Индија: један смртни случај након што је опрема за истраживање радијације кобалта-60 продата трговцу отпадом и демонтирана.

### 2010-те
Март 2011: нуклеарна несрећа у Фукушими, Јапан. Радиоактивно пражњење у нуклеарној електрани Фукушима Даиичи.

## Врсте незгода

### Критичне незгоде
Критична несрећа (која се понекад назива и „трип“ или „окидање“) се дешава када се нуклеарна ланчана реакција случајно догоди у фисионим материјалима као што су обогаћени уранијум или плутонијум. Несрећа у Чернобиљу је један пример критичне несреће. Ова несрећа уништила је реактор електране и учинила велику географску област ненастањивом. У мањем обиму несреће у Сарову, техничар који ради са високо обогаћеним уранијумом био је озрачен док је припремао експеримент који укључује сферу фисионог материјала. Несрећа у Сарову је занимљива јер је систем био критичан много дана пре него што је могао да се заустави, иако је био безбедно закључан у заштићеној експерименталној сали. Ово је пример удеса у затвореном простору где је могло да буде повређено само неколико људи, а где није дошло до испуштања радиоактивности у животну средину. Критични удес са ограниченим спољашњим ослобађањем и радијације (гама и неутрона) и са малим ослобађањем радиоактивности догодио се у Токаимури 1999. године. приликом производње горива обогаћеног уранијума. Два радника су погинула, а трећи је трајно повређен, а зрачењу је изложено 350 становника.

### Топлота распадања
Топлотни инциденти фисије су несреће у којима топлота произведена радиоактивним распадом узрокује штету. У великом нуклеарном реактору, губитак расхладне течности може оштетити језгро: на пример, на острву Три миље, недавно угашени ПВР реактор је дуго времена остао без расхладне течности. Резултат је био оштећење нуклеарног горива и делимично топљење језгра. Уклањање топлоте распадања је важан безбедносни проблем у реакторима, посебно убрзо након гашења. Уклањање топлоте се обично постиже кроз неколико прекомерних и различитих система, а топлота се распршује у „крајњи хладњак“ који има велики капацитет и не захтева активну енергију. Међутим, овај метод се обично користи након што је топлота распадања сведена на веома ниске вредности. Међутим, главни узрок ослобађања радиоактивности на острву Три миље био је пилотски вентил за отпуштање на главној петљи који се заглавио у отвореном положају. Ово је изазвало преливање контејнера у коме је потонуо, што је довело до пуцања и ослобађања великих количина радиоактивног расхладног средства у заштитном делу реактора.
2011. године земљотрес и цунами изазвали су губитак струје у две електране у Фукушими у Јапану, оштетивши реактор излажући 90% горивих шипки у језгру реактора Даиицхи јединице 3 фисијској топлоти. Од 30. маја 2011, уклањање топлоте фисије још увек забрињава.

### Транспорт
Несреће у транспорту могу проузроковати ослобађање радиоактивности што доводи до контаминације или оштећења штита што резултира директном контаминацијом. У Кочабамби је покварена опрема за гама радиографију превезена у путничком аутобусу као пртљаг. Извор гама био је изван штита и озрачио је неке путнике у аутобусу.
У Уједињеном Краљевству је у судском процесу откривено да је у марту 2002. г. извор радиотерапије превезен из Лидса у Селафилд са оштећеним штитом. Заштита је имала пукотину са доње стране. Сматра се да ниједан човек није озбиљно повређен одбеглом радијацијом.

### Квар опреме
Квар опреме је једна од могућих врста незгода. Недавно се у Бјалистоку, у Пољској, покварила електроника повезана са делом акцелератора који се користи за лечење пацијената са раком. Ово је довело до прекомерне експозиције код најмање једног пацијента. Иако је почетни квар био једноставан квар полупроводничке диоде, покренуо је низ догађаја који су довели до повреде радијације.
Повезани узрок несрећа је квар софтвера, као у случајевима који укључују Тхерац-25 опрему за медицинску радиотерапију: елиминација хардверске сигурносне браве у ново дизајнираном моделу открила је раније неоткривену грешку у контролном софтверу, што је могло довести до околностима, пацијенти примају велике прекомерне дозе.

### Људска грешка
Скица коју су лекари користили да одреде количину зрачења којој је свака особа била изложена током Слотиновог путовања
Многе велике нуклеарне несреће су директно приписане грешци оператера или људској грешци. До таквог закључка дошло се у анализи удеса у Чернобиљу и удеса ТМИ-2. У Чернобиљу је пре несреће спроведена пробна процедура. Менаџери тестова су дозволили оператерима да онемогуће и игноришу кључна сигурносна кола и упозорења која би нормално искључила реактор. У ТМИ-2, оператери су дозволили да хиљаде галона воде исцури из реакторског постројења пре него што су приметили да се пумпе за хлађење понашају ненормално. Пумпе за хлађење су тако угашене ради заштите пумпи, што је довело до уништења самог реактора јер није било хлађења унутар језгра.
Детаљна истрага у СЛ-1 открила је да је један оператер (можда нехотице) ручно продужио централну контролну палицу од 38 kg за око 26 инча више него што је процедура одржавања била предвиђена за око 4 инча.
Процена Комесаријата за атомску енергију (ЦЕА) у Француској је закључила да ниједна количина техничких иновација не може елиминисати ризик од људске грешке у управљању нуклеарним електранама. Две врсте грешака се сматрају најозбиљнијим: грешке направљене током рада на терену, као што су одржавање и тестирање, које могу изазвати несрећу; и људске грешке направљене приликом малих незгода које су прерасле у потпуни неуспех.
Године 1946, физичар канадског пројекта Менхетн Луис Слотин извео је ризичан експеримент познат као "голицање змајевог репа" који је укључивао две хемисфере берилијума који рефлектују неутроне окупљене око плутонијумског језгра да би их довели до критичне тачке. За разлику од контролних процедура, хемисфере су одвојене само шрафцигером. Шрафцигер је склизнуо и покренуо ланчану реакцију критичних незгода испуњавајући просторију штетним зрачењем и блеском плаве светлости (изазваном узбурканим, јонизованим честицама ваздуха које се враћају у мировање). Слотин је рефлексно одвојио хемисфере као реакцију на блиц и плаво светло, спречавајући даље зрачење неколицини сарадника присутних у просторији. Међутим, Слотин је примио смртоносну дозу зрачења и умро је после девет дана. Злогласна маса плутонијума коришћена у експерименту названа је демонско језгро.

### Изгубљени извор
Несреће са изгубљеним изворима, које се такође називају извори без заштите, су несреће у којима је радиоактивни извор изгубљен, украден или напуштен. Стога извор може нанети штету људима. На пример, 1996. год изворе је оставила Совјетска армија у Лилу у Грузији. Други случај се догодио у Јанангу где је изгубљен радиографски извор, слично у Самуту Пракарну је изгубљен извор фосфорне телетерапије и у Гилану, Иран, радиографски извор је оштетио заваривача. Најбољи пример догађаја ове врсте је катастрофа у Гојанији која се догодила у Бразилу.
Међународна агенција за атомску енергију обезбедила је водиче о томе како изгледа затворени извор за сакупљаче старог метала. Делатност сакупљања металног отпада је највероватније место где ће се пронаћи изгубљени извор.

#### Трговина радиоактивним и нуклеарним материјалима
Информације дате Међународној агенцији за атомску енергију показују „стални проблем са нелегалном трговином нуклеарним и другим радиоактивним материјалима, крађом, губитком и другим недозвољеним активностима“.
Од 1993. године до 2006. године Међународна агенција за атомску енергију (ИАЕА) потврдила је 1.080 инцидената недозвољене трговине, 275 инцидената који укључују неовлашћено поседовање и сличне криминалне активности, 332 инцидента који укључују крађу или губитак нуклеарног или другог радиоактивног материјала, 398 инцидената који укључују друге недозвољене активности, а у 75 инцидената достављене информације нису биле довољне за одређивање категорије инцидента. Неколико стотина додатних инцидената пријављено је у разним спољним изворима, али још увек нису потврђени.

### Нуклеарна безбедност
Нуклеарна безбедност обухвата радње које се предузимају да би се спречиле нуклеарне и радијационе несреће или ограничиле њихове последице. Ово обухвата и нуклеарне електране и сва друга нуклеарна средства, транспорт нуклеарних материјала, употребу и складиштење нуклеарних материјала у медицинске, енергетске, индустријске и војне сврхе.
Нуклеарна енергетска индустрија је повећала безбедност и перформансе реактора и понудила нове безбедније (али генерално непроверене) дизајне реактора, али не постоји гаранција да ће реактори бити пројектовани, правилно изграђени и функционисати на исправан начин. Грешке се дешавају и дизајнери реактора Фукушима у Јапану нису очекивали да ће цунами изазван земљотресом онеспособити резервне системе који су требали да стабилизују реактор након земљотреса. Према УБС АГ, нуклеарна несрећа у Фукушими И бацила је сумњу на то да ли чак и напредна економија попут Јапана може савладати нуклеарну сигурност. Могућности катастрофалних сценарија терористичких напада су такође вероватне.
Интердисциплинарни тим са МИТ-а утврдио је да је са очекиваним растом нуклеарне енергије од 2005-2055. за очекивати је да ће се у том периоду десити најмање четири озбиљне нуклеарне хаварије. До данас се у свету догодило пет тешких несрећа (оштећења језгра) од 1970. године. (један на острву Три миље 1979., један у Чернобиљу 1986. и три у Фукушима-Даичи 2011.) повезан са почетком рада реактора II генерације. То је у просеку једна тешка несрећа сваких осам година.
Безбедност нуклеарног оружја, као и безбедност војних истраживања која укључују нуклеарне материјале, углавном су дело других агенција осим оних које надгледају цивилну безбедност, из разних разлога, укључујући тајност. Постоји стална забринутост да терористичке групе набављају материјале за прављење нуклеарне бомбе.